# Marcel Clavié
Marcel Clavié, né à Montauban le 28 septembre 1873 et mort à Clichy le 11 décembre 1963, est un homme de lettres, critique d'art, dramaturge et bibliothécaire français.

## Biographie
Fils de Jean Brouillounesques, employé de commerce, et d'Emma Jeanne Escard, couturière, originaires de Montauban, il est né Martial Edmond Brouillounesques.
Âgé d'une vingtaine d'année, sous le nom de plume de « Marcel Clavié », il se lance à partir de 1894 dans la vie littéraire, et monte alors à la capitale où il trouve un emploi de bibliothécaire adjoint à la Préfecture de Paris. Marqué par ses origines occitanes, il s'essaye à la poésie et au théâtre, versant du côté des symbolistes, de Paul Verlaine et d'une sensibilité naturaliste, en publiant à partir de 1896, quelques recueils et comédies, qui sont jouées au Théâtre-Libre.
En 1900, tout en adhérant à l'association parisienne des « Jeunes de Toulouse », il rejoint la revue L'Œuvre d'art international aux côtés de son directeur, Francesco Zeppa. En quelques mois, il en prend la direction littéraire. Le duo, proche de la mouvance socialiste-libertaire et des pacifistes, résolument internationaliste dans leurs choix, reçoit le soutien d'Antoine Bourdelle, Félix Fénéon, Octave Mirbeau, Camille de Sainte-Croix, entre autres, et accueille de nombreux jeunes créateurs, comme Jean-Paul Dubray, Alexis Mérodack, Séverin Rappa et Maurice Robin. Assez éclectique en tant que critique, Clavié poursuit néanmoins l'édition de ses propres textes à travers la structure éditoriale de cette revue, qu'il dirige bientôt seul, à partir de 1905 et jusqu'en 1913,. En 1904, il s'associe au « Théâtre en liberté » ou « Nouveau Théâtre populaire », une structure dédiée au peuple, offrant des séances à tarif très réduit, mais l'entreprise, hébergée un temps au Grand-Guignol, puis dans de petites salles montmartroises, ne dure pas.
Fin 1905, il fait paraître une étude remarquée sur le compositeur Benjamin Godard au moment où est inauguré le monument conçu par Jean-Baptiste Champeil (Paris 16e). Le 26 octobre, il épouse Félicie Léonie Rochefort à Paris 9e.
En 1906, très actif sur le plan dramaturgique, il présente successivement trois « comédies sociales » sur la scène parisienne, Le Sens du bonheur au théâtre du Siècle, rue de Paradis, Le Dernier Rêve au théâtre de l'Art français et L'Abandonnée au théâtre d'Antin. Ses pièces tournent également en province. Il co-écrit en 1907 avec Jean Conti, critique à la Revue d'art dramatique, une nouvelle comédie sociale, L'Agréable surprise.
Rentrée 1907, il est nommé secrétaire général du théâtre des Arts repris par Robert d'Humières, ouvrant la scène à des créations internatinales. Publiées en 1913, ses Réflexions d'un passant, reviennent sur ses années de revuiste et de dramaturge, non sans mélancolie, et semble tourner la page d'une époque.
En 1914, il est nommé bibliothécaire en chef de la Bibliothèque administrative de la Seine, et publie régulièrement des articles bibliographiques. En 1916, il publie un essai consacré aux bibliothèques municipales de Paris. 
Tout en se lançant après guerre dans le roman, il devient chroniqueur au Mercure de France, à la France artistique et littéraire, à la Revue mensuelle des lettres françaises, à la Revue politique et littéraire, à la Revue mondiale, à Mes lectures, y poursuivant son travail d'hommage des figures littéraires comme Charles Nodier, Émile Pouvillon, Verlaine ou Léon Cladel, exprimant sa défense de la lecture et des bibliothèques publiques, et devient vice-président de la société Ingres, l'union amicale des Tarn-et-Garonnais.
Durant la Seconde Guerre mondiale, il réside à Montauban, en zone libre. Il se fait relativement discret, ne publiant qu'une étude sur Léon Galand (1943) — en revanche, il semble que sa pièce La Protectrice n'ait pas pu être créée en mai 1942 à Paris. En juin 1947, il est élu président du Syndicat des journalistes de la presse périodique.
En septembre 1954, il est nommé chevalier de la Légion d'honneur.
Marcel Clavié meurt à l'hôpital Beaujon (Clichy), le 11 décembre 1963.

## Publications
- Le Ménestrel, comédie en 1 acte et en vers, préface de Lucien Stau, Montauban, impr. de M. Bonneville, 1898.
- Pour l'Œuvre, poème symbolique, Paris, bibliothèque « Le Mentor », 1899.
- Aujourd'hui, comédie réaliste en 1 acte, Paris, édition de l'Œuvre internationale, 1900.
- Demain ! Mélodie, poésie de M. Clavié, musique de Gaston Delhom, Le Havre, P. Hurstel, [1902].
- La Passante d'un soir de neige, poème, préface d'Ernest Gaubert, Paris, éd. de l'Œuvre d'art international, [1902].
- La Camarade, comédie en 1 acte, en prose, Paris, Bibliothèque indépendante, 1905.
- Benjamin Godard : étude biographique ; suivie d'un catalogue complet de ses œuvres, Paris, Éd. de l'Œuvre internationale, 1906.
- Le Dernier Rêve, comédie en 1 acte, Paris, édition de l'Œuvre internationale, 1906.
- Offrande ! Mélodie pour contralto, poésie de M. Clavié, musique de Marius Versepuy, Paris, À l'Œuvre internationale, [1907].
- L'Abandonné, Paris, Bonvalot-Jouve, 1907.
- Le Sens du bonheur. Comédie en 1 acte, Paris, G. Ondet, 1907.
- Le Triomphe, comédie en 4 actes, Paris, H. Daragon, 1908.
- Avec Jean Conti, L'agréable Surprise, comédie en 1 acte, Paris, éditions de l'Œuvre internationale, 1908.
- À l'aimé, mélodies, compositions de R. Vincent, Paris, P. Pegat [1910].
- Réflexions d'un passant, Paris, éditions de l'Œuvre internationale, 1913.
- La Vie nouvelle des bibliothèques municipales de la ville de Paris, Paris, Félix Alcan, 1916.
- Épitres d'un soldat des armées de la République à une jeune plébéienne, Paris, Eugène Figuière, 1919.
- Le Subterfuge, roman, Paris, Stock, 1922.
- La Réorganisation de la lecture publique en France, Paris, La Pensée Française, 1923 — prix Jean-Jacques-Berger.
- Avec Eugène Dupont, Un Bohême lyrique : Antoine Renard, 1825-1872, Villeneuve St Georges, éd. de la Revue des visages, 1929.
- Une grande physionomie littéraire, Paris, La Nouvelle Revue, 1932.
- Un grand écrivain régionaliste : Émile Pouvillon (1840-1906), Lille, Mercure Universel, 1933.
- La Jeannette, drame rustique en un acte, Liège, Imprimerie centrale, 1935.
- Léon Galand, Paris, L'Estampe moderne, 1942.
- La Protectrice : comédie en 1 acte, Paris, Les Éditions théâtrales, 1942.
- La Flamme qui persiste, comédie en 3 actes en prose, préf. de Han Ryner, Paris, Les éditions Liautaud, 1943.